# ガジョン (SS-567)
|          |                          |
| 艦歴     |                          |
| 発注     |                          |
| 起工     | 1950年5月20日            |
| 進水     | 1952年6月11日            |
| 就役     | 1952年11月21日           |
| 退役     | 1983年9月30日            |
| その後   | 1983年にトルコ海軍に転籍 |
| 除籍     | 1987年8月6日             |
| 性能諸元 |                          |
| 排水量   | 1,560トン                |
| 全長     | 269 ft 2 in (82 m)       |
| 全幅     | 27 ft 2 in (8.3 m)       |
| 吃水     | 17 ft (5.2 m)            |
| 機関     |                          |
| 最大速   | 15.5ノット (29 km/h)     |
| 乗員     | 士官、兵員83名           |
| 兵装     | 21インチ魚雷発射管8門    |

ガジョン (USS Gudgeon, SS/AGSS/SSAG-567) は、アメリカ海軍の潜水艦。タング級潜水艦の一隻。艦名はカワギスに因んで命名された。その名を持つ艦としてはタンバー級潜水艦12番艦(SS-211)以来2隻目。

## 艦歴
ガジョンは1950年5月20日にメイン州キタリーのポーツマス海軍造船所で起工した。1952年6月11日にロバート・A・ボニン夫人（ガジョン (USS Gudgeon, SS-211) 艦長ロバート・ボニンの未亡人）によって命名、進水し、1952年11月21日に艦長ロバート・M・キャロル中佐の指揮下就役する。
ポーツマス海軍造船所での公試後、ガジョンは真珠湾に向けて出航し、同地で1953年7月18日に第1潜水艦隊第1潜水戦隊に合流した。沿岸での作戦活動および訓練演習を行った後、1954年4月11日にワシントン沿岸での対潜水艦戦演習に参加するため本土に向かった。その後メア・アイランド海軍造船所で同年末までオーバーホールを行う。1955年3月9日に真珠湾に戻り、7月21日に最初の西太平洋巡航に向かう。この巡航では横須賀、台湾、香港、マニラ、グアムを訪問し、1956年1月30日に真珠湾に帰還した。その後1年半に渡ってハワイ沖での作戦活動、オーバーホール、特別秘密任務、第2の西海岸訪問などを行った。
1957年7月8日にガジョンは真珠湾を出航し、太平洋艦隊潜水艦部隊の旗艦として地球を周航した最初のアメリカ海軍潜水艦となり、歴史的な巡航を果たした。横須賀での演習後、ガジョンは1957年8月26日に出航した。続く6ヶ月に渡って世界周航を行い、アジア、アフリカ、ヨーロッパでのドック作業を受けた後、1958年2月21日に真珠湾に入港した。8ヶ月の航海でガジョンは25,000マイル (40,000km) の巡航を達成した。
広範囲オーバーホール後、ガジョンは平時の沿岸任務および特別任務、訓練演習、対潜水艦戦訓練を再開した。1959年、61年、63年と3度の西太平洋巡航を行い、第7艦隊と共に日本、スービック湾、香港で演習を行う。1960年と62年は本国に帰還し、ワシントンおよびカリフォルニア州沿岸での訓練演習に従事した。
ガジョンは1963年8月1日に極東から真珠湾に帰還し、その後2年間をハワイ海域での作戦活動で過ごす。11月29日に真珠湾を出航し、12月9日にカリフォルニア州サンフランシスコに到着、メア・アイランド海軍造船所でオーバーホールを行う。船体は分断され、長さ5メートルのセクションが追加、より大型のエンジンと PUFFS パッシブ・ソナーが装着された。近代化改修は1967年4月に完了し、ガジョンは太平洋艦隊での任務に復帰した。
ガジョンはその後 AGSS-567 （実験潜水艦）に艦種変更され、1979年11月5日には SSAG-567 （ミサイル特務潜水艦）に艦種変更された。
ガジョンは退役するまで太平洋で活動した。

### トルコ海軍で
1983年にガジョンはトルコ海軍に貸与され、フズルレイス (TCG Hizirreis, S 342) と改名される。フズルレイスは1987年に正式に購入され、2004年まで現役任務に留まった。現在はイスタンブール海軍博物館に停泊し一般公開されている。